# Peter Luczak
Peter Luczak (Varsavia, 31 agosto 1979) è un allenatore di tennis ed ex tennista polacco naturalizzato australiano.

## Carriera
Vinse 16 titoli di cui 4 Futures e 12 Challenger.
Diventato professionista nel 2000, in carriera partecipò prevalentemente agli ATP Tour. Raggiunse il suo miglior risultato con il terzo turno agli Australian Open 2007.
Nel Brasil Open del 2005 arrivò in semifinale superando Fernando González.
Il 12 ottobre 2009 raggiunse la 69ª posizione nel ranking ATP.

### Coppa Davis
Nel febbraio del 2007 venne convocato in Coppa Davis dall'Australia per la partita contro il Belgio, successivamente venne chiamato per la partita contro la Serbia, sconfitto dall'allora numero 3º del mondo Novak Đoković.